# Aladins Problem

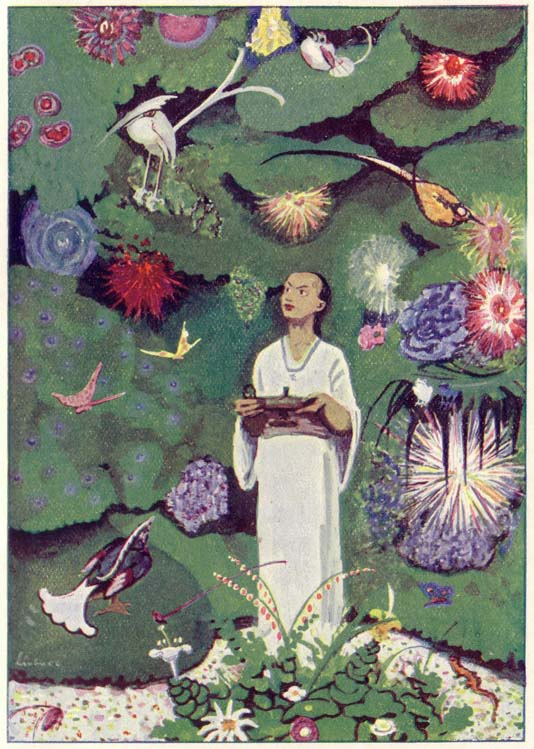
Illustration durch Max Liebert in Ludwig Fuldas Übersetzung Aladdin und die Wunderlampe.

Aladins Problem ist eine 1983 erschienene Erzählung von Ernst Jünger. Sie erzählt die Geschichte eines ostpreußischen ehemaligen Armeeoffiziers, der mit dem Problem zu kämpfen hat, „in einer nihilistischen Welt leben zu müssen, die im Maß des verfügbaren Wissens die Verbindung zum <Sinn> verloren hat“. Die Erstausgabe erschien im Stuttgarter Verlag Klett-Cotta (ISBN 978-3-608-95200-1).

## Inhalt
Aladins Problem behandelt die Midlife-Crisis von Friedrich Baroh, der aus einem untergehenden ostpreußischen Adelsgeschlecht stammt. Das Buch beginnt mit der mondänen Jugend des jungen Friedrich „hinter dem Eisernen Vorhang“ in der polnischen Volksarmee. Obwohl Ostpreußen nominell deutsch ist, grenzt es auf allen Seiten an slawische Nationen und wurde nach dem Zweiten Weltkrieg an Polen angegliedert. Friedrich, der letzte Überlebende in einer langen Reihe preußischer Aristokraten, erinnert sich an den allmählichen Niedergang seiner einstigen Elitefamilie zu „Exzentrikern und Selbstmördern“ und sehnt sich nach den Tagen des „preußischen Ruhms“, als sein Familienname ihm eine glänzende Karriere gesichert hätte, obwohl er nach außen hin dem Sozialismus treu ist. In der Armee unternimmt Friedrich mehrere Versuche, seinen „inneren Aristokraten“ auszumerzen, doch es schlägt fehl; stattdessen läuft er nach einer glücklichen Zeit an einer Militärakademie in „den Westen“ über, obwohl er sich für westliche Ideale wenig begeistern kann.
Nach einigen unglücklichen Ehen, zieht Friedrich nach Berlin und findet eine Anstellung im kuriosen Beerdigungsunternehmen „Pietas“. In einer Satire auf den freien Markt wandelt Friedrich das trübe Bestattungsunternehmen in einen riesigen multinationalen Konzern unter dem Namen „Terrestra“, der in den Höhlen des Nahen Ostens (u. a. in Kappadokien, Türkei) riesige Grabstätten anbietet, in denen Menschen aller Glaubensrichtungen und Gesellschaftsschichten in Würde sterben können. Hierfür bekommt Friedrich sogar staatliche Unterstützung, nicht zuletzt durch eine eigene Fluglinie zum Massengrab und monetären Zuwendungen von der örtlichen Diktatur. Für Friedrich ist die Vorstellung, dass „so viel Mühe, Geld und Hingabe in ein Massengrab gesteckt“ wird, das „nach dem Aussterben der Menschheit als riesiger Grabstein dienen“ wird, „halb lustig, halb beunruhigend.“ Kurzum: Das große Grab ist für Friedrich ein Symbol für das Aussterben der menschlichen Spezies an sich.
Während Friedrich Reichtum und Erfolg anhäuft, versagt seine psychische Gesundheit und zuletzt wird ihm Hilfe durch die mysteriöse Figur des Phares zuteil, der bereits in Jüngers vorherigen Werken Heliopolis (1949) und Gläserne Bienen (1957) als Jüngers Konzeption einer aus der Transzendenz wirkenden Gestalt auftritt. Seinen materiellen Reichtum vergleicht Friedrich mit den verborgenen Schätzen, die Aladin aus dem orientalisch-chinesischen Märchen Aladin und die Wunderlampe findet. Doch während Aladin fortan glücklich lebte, wird Friedrichs „innere Leere“ größer und äußert sich in wiederkehrenden Anfällen von „Wahnsinn“ – ein Zustand, „der dem des Propheten Mohammed vor seiner Erleuchtung gleicht.“ Mit Phares Hilfe, der Friedrich im geheimnisvollen „Adlers Hotel“ empfängt, gelingt es diesem seine innere Leere zu „bewältigen.“ Er scheint seine „bedeutungslose Rolle“ in einer „bedeutungslosen Welt“ zu akzeptieren und lebt stoisch mit dem Nihilismus und der Vereinzelung. 
Das ist die Antwort, die Jünger auf Aladins Problem gibt: Nicht die Lösung durch äußeren Erfolg (die Macht der Lampe), sondern die innere Bewältigung und das Akzeptieren der existenziellen Lage. Die Erzählung endet mit den Worten: „Es war ein Frühlingsmorgen, und ich war grundlos heiter – aufgeräumt.“

## Rezeption
Die Zeitschrift Der Spiegel stellte in ihrer 1983 veröffentlichten Rezension einen „Stimmungsunterschied zwischen dem neuen Werk Jüngers und seinen früheren Erzählungen“ fest, sein neuer Stil sei „gelöst, an vielen Stellen sogar salopp.“ Andererseits behandle die Geschichte gewohnt düstere Themen und sei als „zeitkritische Analyse“ zu verstehen: „Nihilismus und Entwertung aller Werte finden allerorten statt.“ Das Problem der Hauptfigur Friedrich Baroh sei offenkundig „Jüngers Problem.“
Philip Brantingham schrieb in der Chicago Tribune: „Als Erzählung ist der Roman ein Misserfolg; es passiert nicht viel und die Figuren sind flach. Aber als Untersuchung ist er erfolgreich, indem er Probleme über die Zukunft des Individuums in einer von Technokraten beherrschten Gesellschaft aufwirft.“
Publishers Weekly bezeichnete das Buch als „eleganten allegorischen Roman“ und schrieb: „Klare Sätze und ein fein abgestimmter Plot stehen im Einklang mit einem rigorosen Programm, das sich mit nichts Geringerem als den Mysterien und Paradoxien der materiellen Existenz befasst.“